# Ibis falcinelle
Plegadis falcinellus
Espèce
Statut de conservation UICN

 LC  : Préoccupation mineure
L’Ibis falcinelle (Plegadis falcinellus) est une espèce d'oiseaux de la famille des Threskiornithidae.

## Nidification
Il niche en général au-dessus de l'eau, dans la végétation dense qu'offrent les saules ou les roseaux émergents, ou dans de petits arbres ou arbustes à proximité de l'eau. Il peut former des colonies mixtes lors de la nidification, souvent avec d'autres hérons, spatules et cormorans. L'ibis construit un nid à partir de fines branches. Entre mai et juillet la femelle pond 3 ou 4 œufs d'un profond gris-bleu (1 nidification par an). L'incubation dure 3 semaines. Les petits peuvent voler au bout d'un mois et demi ; ils quittent ensuite le nid, rejoignent le groupe et sont nourris par tous les adultes. Géroudet a fait état d'une seule colonie de près de 200 couples durant 60 ans dans le delta du Danube : ces zones humides d'importance internationale sont un bastion de l'espèce abritant plusieurs milliers de couples. Toutefois, cette population est en déclin comme dans la région de la mer Caspienne et de la mer Noire.

## Protection

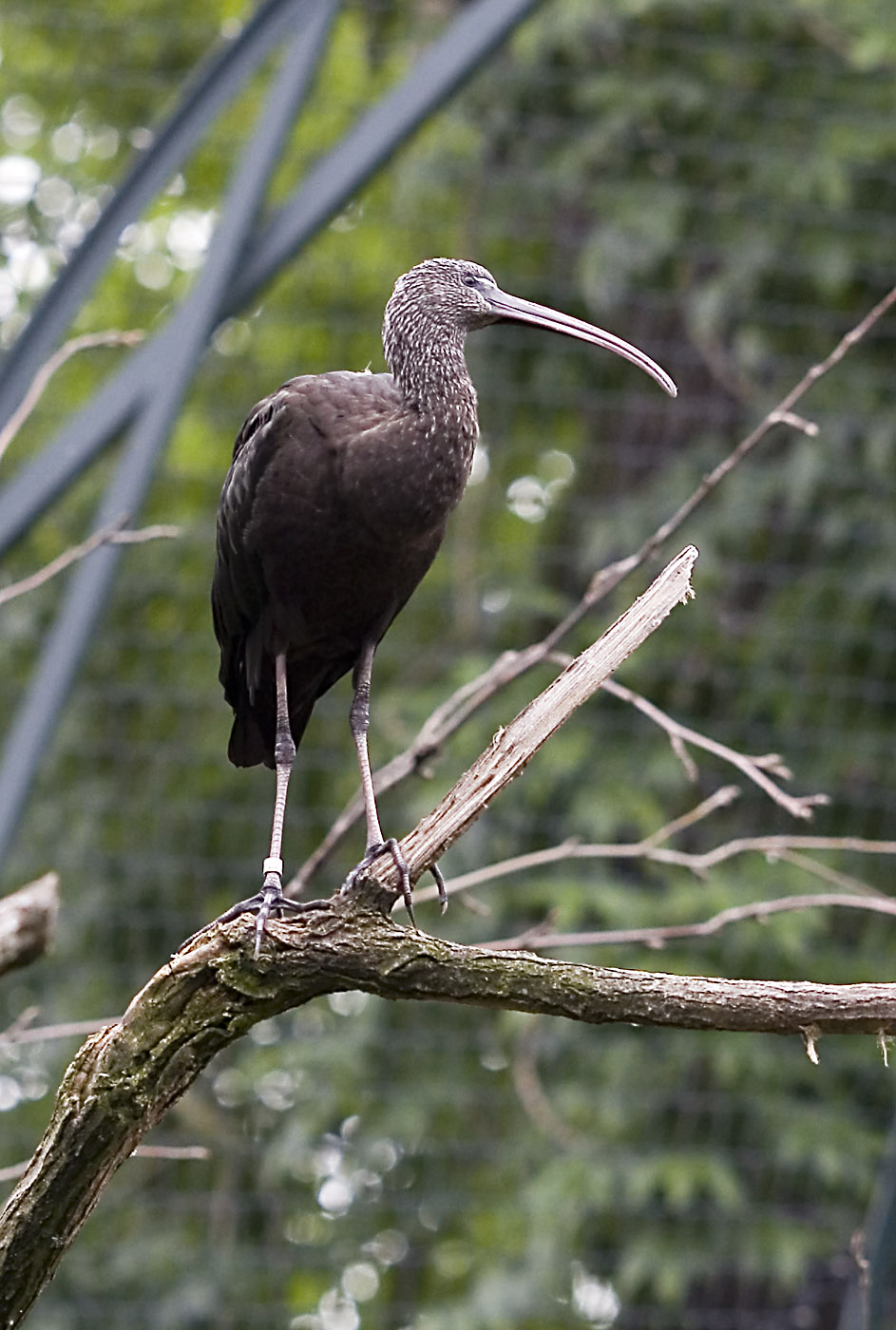
Plegadis falcinellus

L'Ibis falcinelle bénéficie d'une protection totale sur le territoire français depuis l'arrêté ministériel du 17 avril 1981 relatif aux oiseaux protégés sur l'ensemble du territoire. Il est inscrit à l'annexe I de la directive Oiseaux de l'Union européenne. Il est donc interdit de le détruire, le mutiler, le capturer ou l'enlever, de le perturber intentionnellement ou de le naturaliser, ainsi que de détruire ou enlever les œufs et les nids et de détruire, altérer ou dégrader leur milieu. Qu'il soit vivant ou mort, il est aussi interdit de le transporter, colporter, de l'utiliser, de le détenir, de le vendre ou de l'acheter. Toutefois depuis l'arrêté d'octobre 2009, ces interdictions ne concernent que les oiseaux sauvages vivant libres dans le milieu naturel.

## Répartition

zone de nidification
présence permanente
voie migratoire
aire d'hivernage

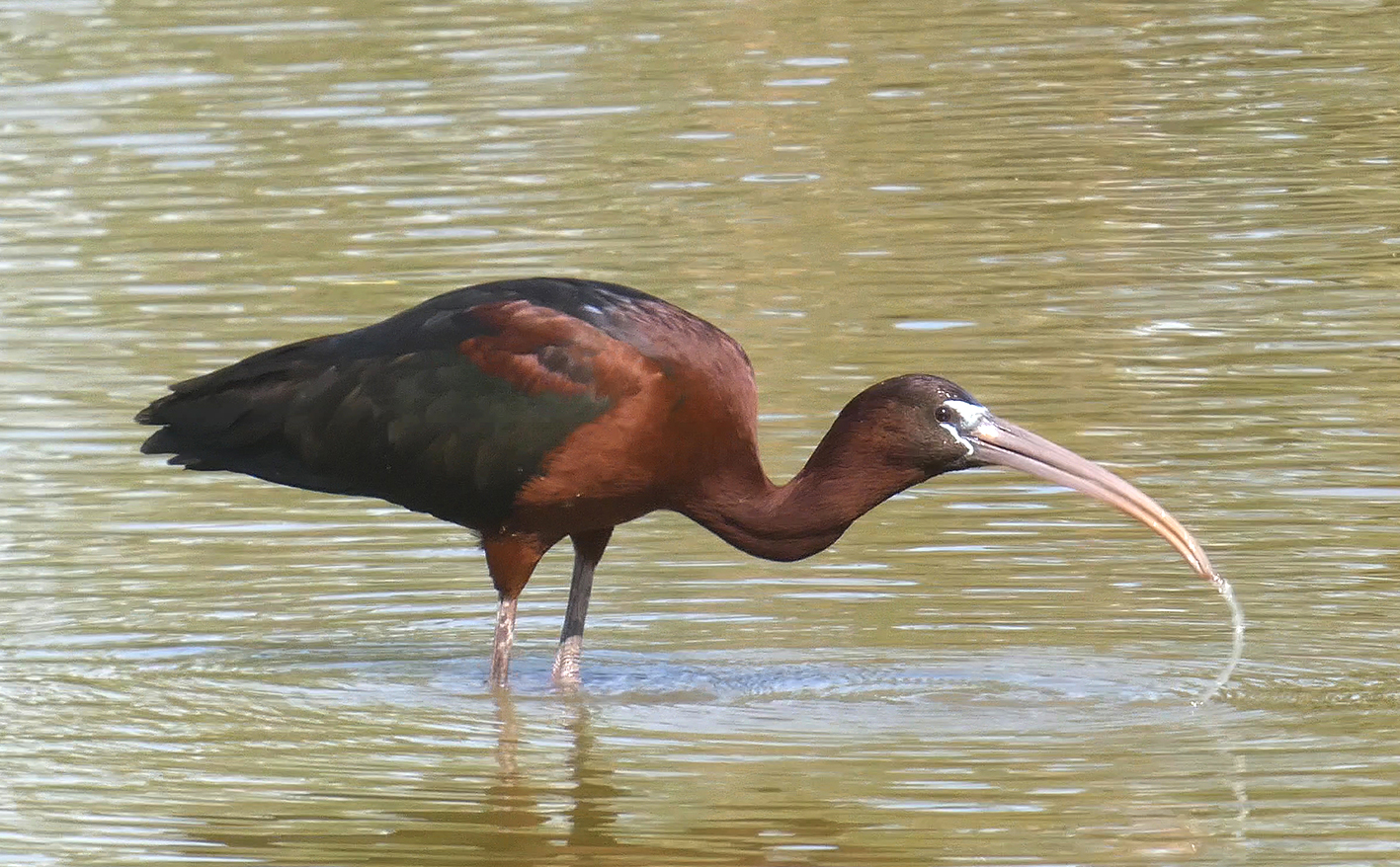
Aigues-Mortes (France).

Cet oiseau vit de manière permanente en Afrique, en Australie et en Asie du Sud-Est, ainsi qu'en Floride et en Amérique tropicale. Il niche en Asie centrale et hiverne en Asie méridionale.

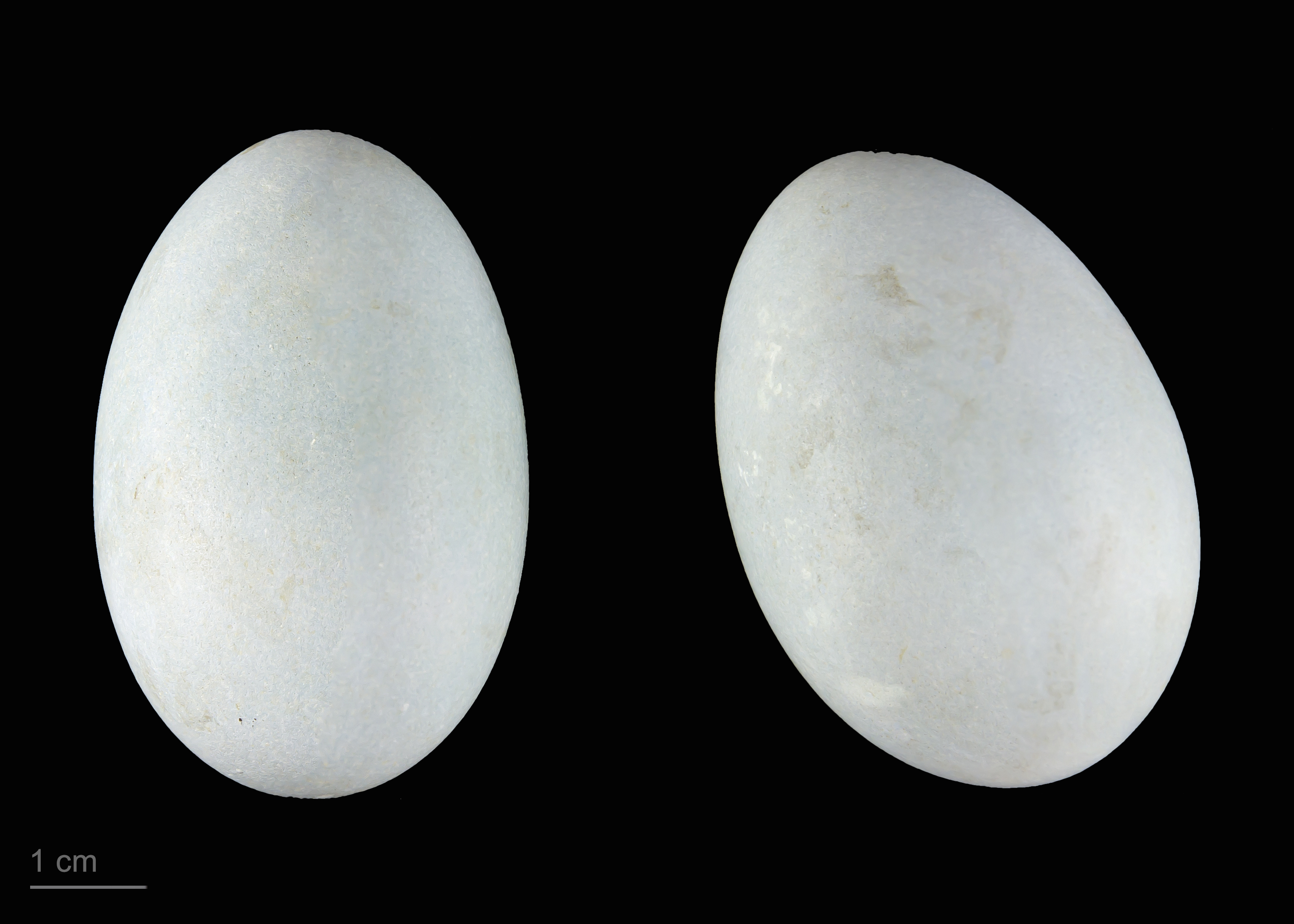
Plegadis falcinellus - MHNT